# Croatia Records
 Croatia Records  — це найбільший хорватський мейджор-лейбл, розташований у Загребі. Компанія була заснована у 1990 році, на основі фірми Југотон.
Архіви компанії налічують близько 70 тисяч записів пісень музикантів і груп колишньої Югославії.

## Історія
10 липня 1947 році, на території націоналізованого загребського заводу «Електрон» було створено підприємство Југотон. За перші роки свого існування, ця фірма надрукувала близько 33 тисяч грамофонних платівок. З 1956 року Југотон перейшов на випуск 25-сантиметрових вінілових платівок. Перші з них — з записами народних пісень — «Pjeva vam Ivo Robić».
З часом Jugoton стала укладати угоди з найбільшими звукозаписними компаніями світу — RCA, Polydor, Decca, EMI та іншими. За ліцензією на загребській фабриці для внутрішнього ринку, друкувалися платівки Bee Gees, Елвіса Преслі, Мадонни, Девіда Боуі, The Beatles, The Rolling Stones, Yes, U2, Енні Леннокс, Kraftwerk, Queen, Deep Purple, Pink Floyd, Iron Maiden, Modern Talking, Depeche Mode, Bad Boys Blue, Андріано Челентано, Sandra, Boney M, Bon Jovi, Scorpions та багатьох інших західних артистів. Крім того, компанія володіла широкою мережею музичних магазинів по всій СФРЮ.
Фірма Југотон була особливо популярна серед молоді за залізною завісою, яка не могла виїхати в західні країни і рідко мала доступ до західної музики. Одним з рішень для отримання музики західних артистів, було відправитися за покупками до СФРЮ, яка не була країною східного блоку, а була членом Руху неприєднання і в основному відкрита для західних впливів. Таким чином, югославські видання західних виконавців придбали культовий статус у Східній Європі і стали своєрідним символом західної поп-культури.
Багато виконавців, які представляли Югославію на пісенному конкурсі Євробачення мали контракти з Југотоном, в тому числі переможець конкурсу 1989 року гурт Riva із Загреба.
У 1990 році, фірма Jugoton була приватизована. Розпочався розпад Югославії, тому новий голова ради директорів, хорватський композитор Джордже Новкович, перейменував фірму в Croatia Records. З цього моменту фірма стала спеціалізуватися на виданні альбомів переважно хорватських музикантів.

## Croatia Records сьогодні
Насьогодні  Croatia Records  є акціонерним товариством, яким керує рада директорів. На фірмі видається більшість популярних артистів Хорватії, які виступають у різних музичних стилях.
Компанія є членом міжнародної федерації виробників фонограм (IFPI).

## Музиканти лейблу
За часи свого існування з лейблом співпрацювали такі колективи, як:
- Azra
- Арсен Дедіч
- Ана Відовіч
- Hladno pivo
- Novi fosili
- Prljavo kazalište
- Марко Перкович
- Мишо Ковач
- Северіна Вучкович
- Максім Мрвітца
- Crvena jabuka